# Louis Levin
Louis Levin (* 23. März 1865 in Tost, Kreis Tost-Gleiwitz, Provinz Schlesien; † 23. September 1939 in Berlin-Schöneberg) war ein deutscher Jurist jüdischer Herkunft.

## Leben und Wirken
Louis Levins Eltern waren der Religionslehrer Paul Pinkus Levin und Karoline, geborene Kaiser. Er wurde in der israelitischen Religion erzogen. In der Sterbeurkunde von 1939 heißt es zu seiner Konfession: „evangelisch früher mosaisch“. Ab 1878 besuchte er das Gymnasium in Chemnitz, seit 1881 das in Bad Kreuznach, wo er 1884 sein Abitur ablegte. 
Er studierte anschließend Rechtswissenschaften an den Universitäten Breslau und Berlin. 1887 wurde er an der Berliner Juristischen Fakultät mit einem handelsrechtlichen Thema promoviert. 1899 legte er beim Kammergericht die Zweite juristische Staatsprüfung ab. Danach wurde er Gerichtsassessor im preußischen Justizdienst und wurde an mehreren Gerichten verwendet. Ab 1899 war er Amtsrichter im Amtsgericht Sorau. Ab 1906 war er am Amtsgericht Schöneberg tätig. In dieser Zeit erschienen mehrere Veröffentlichungen. Insbesondere seine 1913 erschienene Monographie „Richterliche Prozeßleitung und Sitzungspolizei in Theorie und Praxis“ stieß auf breites Interesse und wurde hochgerühmt. 1919 wurde er Kammergerichtsrat.
Am 1. April 1922 wurde Louis Levin als Präsident des Oberlandesgerichts Braunschweig eingeführt nachdem sein Vorgänger Hans Wolf nach Herabsetzung der gesetzlichen Altersgrenze in den Ruhestand verabschiedet worden war. Die Braunschweiger Justizkreise nahmen den Auswärtigen nicht gerne auf und er blieb dort zeit seines Wirkens gesellschaftlich isoliert. Anlässlich seiner Amtseinführung wurden Vorwürfe laut, er sei nur mit Rücksicht auf seine politische Gesinnung an den Posten gekommen.
Rechtspolitisch wirkte Levin in Braunschweig vor allem auf dem Gebiet der Juristenausbildung. Zudem entwickelte er ein Interesse für das Sozialrecht und übernahm darin seit 1923 als außerordentlicher Professor Vorlesungen an der Technischen Hochschule Braunschweig. Er galt zudem als einer der führenden Praktiker in den Fragen des Zivilprozessrechts. So wurde er schon 1920 Mitglied der Kommission im Reichsjustizministerium zur Reform der Zivilprozessordnung. Der fortschrittliche Gesetzentwurf von 1931, der insbesondere die soziale Auffassung vom Wesen der Zivilprozesses betonte, wurde allerdings nie Gesetz.
Später geriet er in Konflikt mit dem sozialdemokratischen braunschweigischen Justizminister Hans Sievers. Um Levin loszuwerden, setzte die Landesregierung abermals, wie schon im Falle seines Vorgängers, die gesetzliche Altersgrenze für Richter auf nunmehr 65 Jahre herunter, so dass Levin kurz darauf am 1. Juli 1930 in den Ruhestand treten musste. Er kehrte nach Berlin-Schöneberg zurück, wo er 1939 im Alter von 74 Jahren an einer Herzkrankheit im Krankenhaus verstarb. Seine letzte wissenschaftliche Veröffentlichung erschien 1933. Über sein weiteres Schicksal ist kaum etwas bekannt.
Levin war Mitglied der DDP und des Republikanischen Richterbundes, in dessen Zeitschrift Die Justiz er viele seiner Aufsätze veröffentlichte. Trotz seines beachtlichen rechtswissenschaftlichen Schaffens war er jahrelang nahezu vollständig vergessen. In Braunschweig existierte nach dem Krieg keine Personalakte mehr über ihn und auch Fotos von ihm existieren nicht mehr. Erst einer seiner Nachfolger, Rudolf Wassermann, entdeckte ihn wieder und publizierte 1988 und 1993 über ihn. Levin war neben Wassermann der einzige Braunschweiger Oberlandesgerichtspräsident, der von außerhalb geholt wurde und ebenfalls neben Wassermann der einzige, der in größerem Umfang rechtswissenschaftlich veröffentlicht hat.

## Privates
Louis Levin heiratete am 5. August 1922 in Berlin-Dahlem die Witwe Sophie Helene Agnes Gumm, geborene Kruse (* 15. Juli 1860, verstorben vor 1939).

## Veröffentlichungen (Auswahl)
- Über das Kommissionsgeschäft im Hansagebiete. Juristische Dissertation, Berlin 1887.
- Richterliche Prozeßleitung und Sitzungspolizei in Theorie und Praxis. Berlin 1913.
- Die rechtliche Bedeutung des Anwaltzwanges. Berlin 1916.